# Den ortodokse kirke i Konstantinopel
Den ortodokse kirke i Konstantinopel tilhører de autokefale ortodokse kirker og er ansvarlig for Tyrkiet. Den ledes af et patriarkat samt synoden. Grundlægger af den ortodokse kirke i Konstantinopel regnes for at være apostlen Andreas.